# Gints Zilbalodis
Gints Zilbalodis (Riga, 13 de abril de 1994) é um cineasta, animador e compositor letão. Ele é mais conhecido pelos filmes de animação Projām (2019) e Flow (2024).

## Carreira
Depois de dirigir uma série de curtas-metragens de animação, o primeiro longa de Zilbalodis, Projām, estreou em 2019. Escrito, dirigido e marcado pelo próprio Zilbalodis, Projām recebeu o prêmio Contrechamps no Festival Internacional de Cinema de Animação de Annecy e foi indicado ao Prêmio Annie de Melhor Realização para Música em uma Produção de Longa-Metragem.
O segundo longa-metragem de Zilbalodis, Straume, foi selecionado para exibição na parte Un Certain Regard do Festival de Cinema de Cannes de 2024. Ao contrário de seus trabalhos anteriores, Straume marcou a primeira vez que Zilbalodis colaborou com outra equipe, com animação coproduzida pela Sacrebleu Productions da França e Take Five da Bélgica. Ele ganhou vários prêmios em todo o mundo, incluindo melhor filme de animação no 97º Oscar e no 82º Globo de Ouro. Esta foi a primeira produção da Letônia a ser indicada ao Oscar e, além de vencer como animação, foi indicada ao prêmio de melhor filme internacional.

## Filmografia
Curtas-metragens
- Rush (2010)
- Aqua (2012)
- Prioritātes (2014)
- Followers (2015)
- Nedzirdams (2015)
- Oāze (2017)

Longas-metragens
- Projām (2019)
- Straume (2024)